# Almeida Garrett

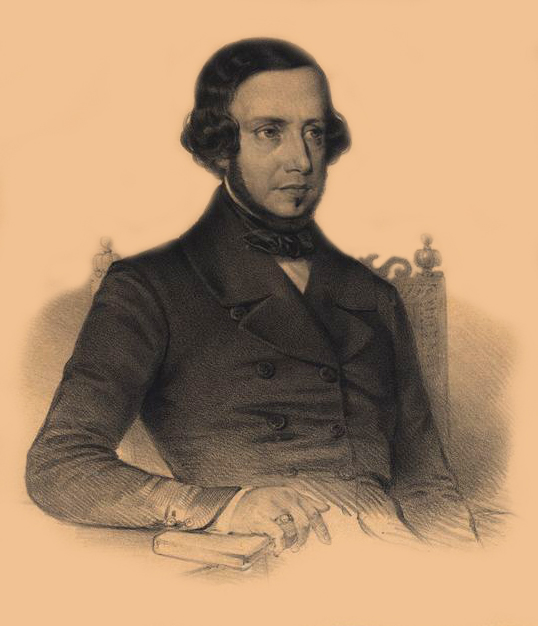
Almeida Garrett

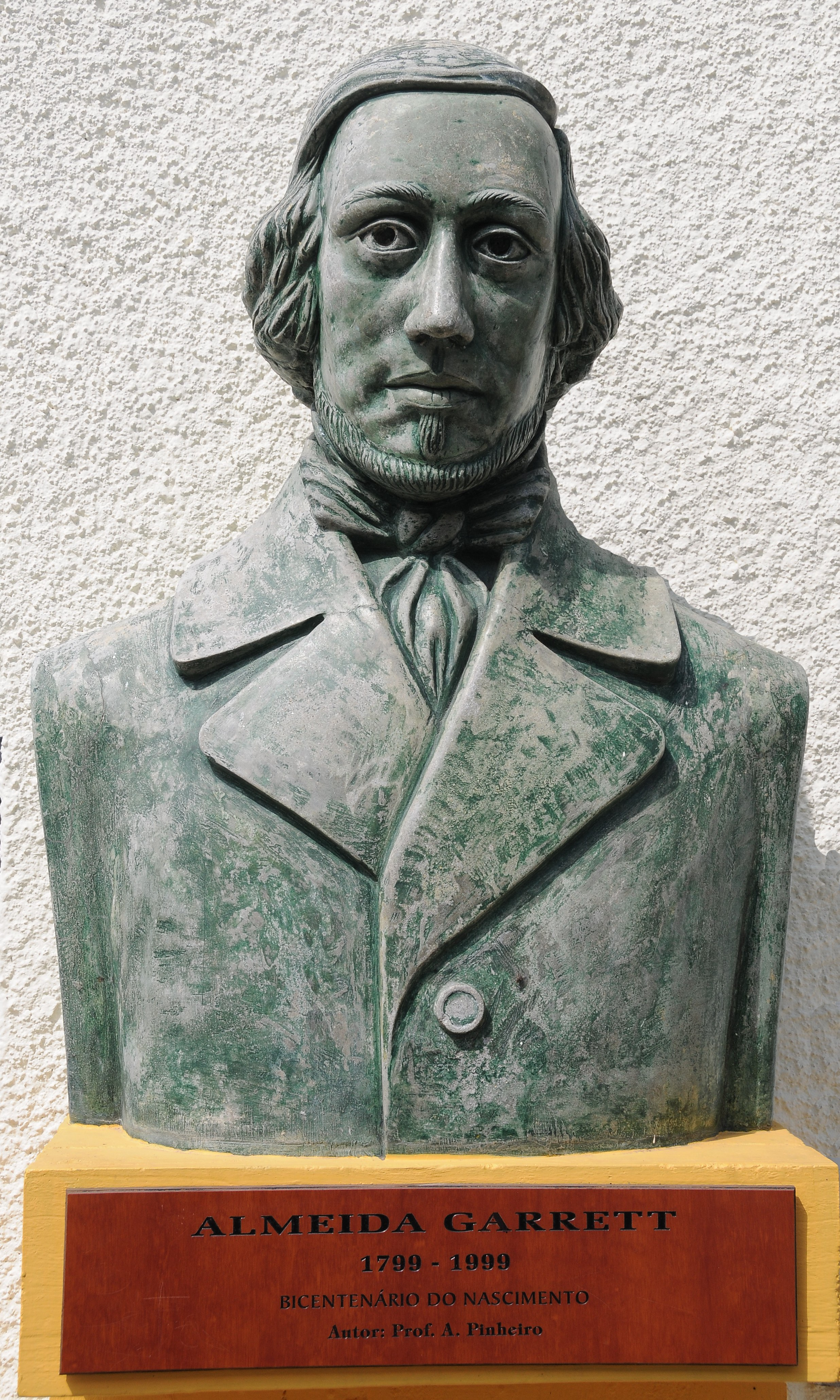
Statue des Schriftstellers Garrett, Künstler: A. Pinheiro

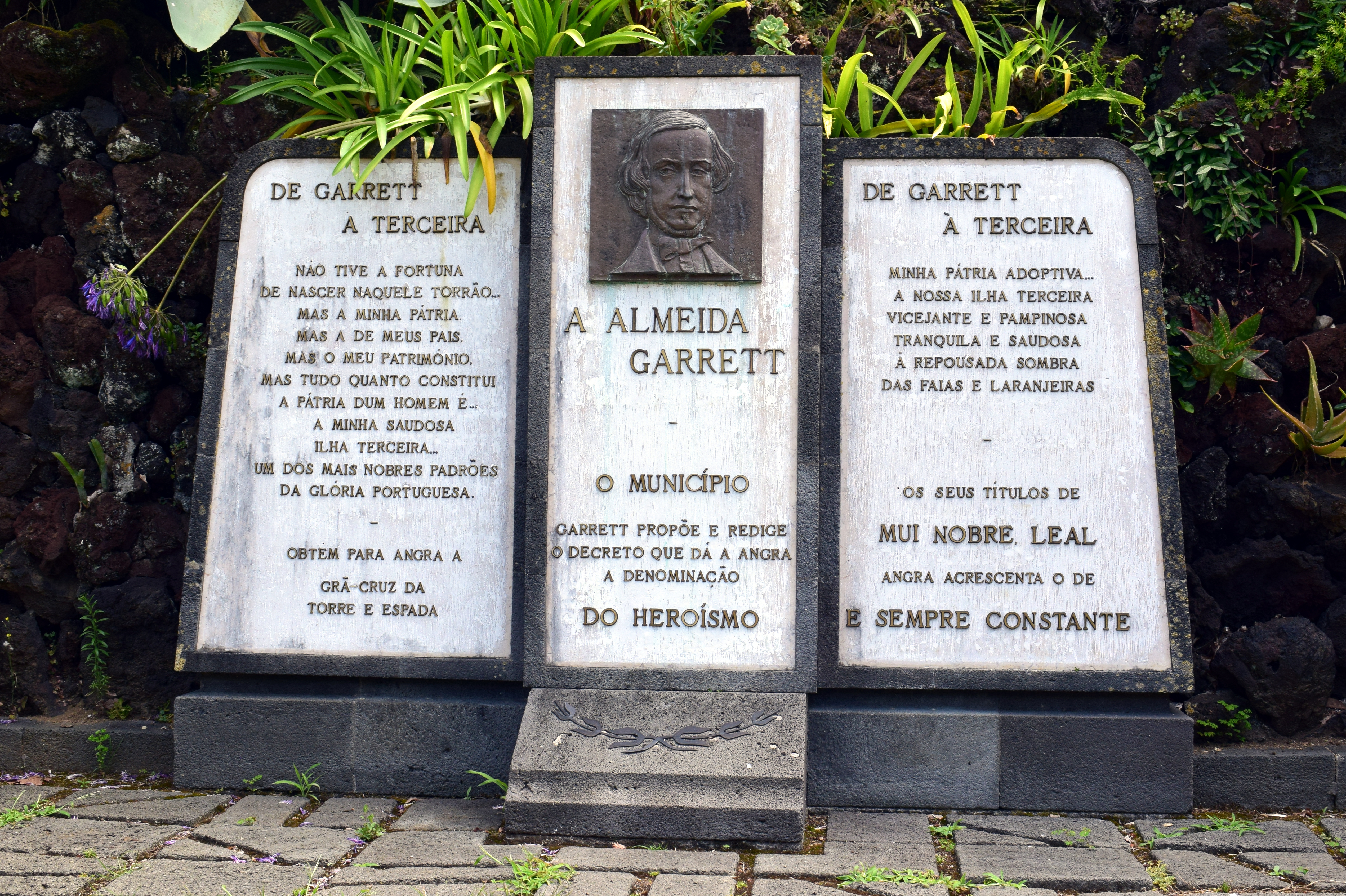
Denkmal für Almeida Garrett im Stadtpark von Angra do Heroísmo

João Baptista da Silva Leitão de Almeida, Visconde de Garrett (* 4. Februar 1799 in Porto; † 9. Dezember 1854 in Lissabon) war ein portugiesischer Romanschriftsteller, Dichter, Dramatiker und Politiker. Von 1834 bis 1836 war er zudem erster Botschafter Portugals in Belgien, und 1852 war er portugiesischer Außenminister.
Almeida Garrett studierte Jura an der Rechtswissenschaftlichen Fakultät der Universität Coimbra und übte sich früh im Leben mit großem und flexiblem Talent in allen Literaturgattungen. Sein Einfluss auf die portugiesische Literatur war und ist noch immer beachtlich. Dazu kommt, dass er von all den großen Schriftstellern des 19. Jahrhunderts derjenige ist, der auch von der jüngeren Generation am meisten gelesen, studiert und geachtet wird. Seine Rolle als Politiker war nicht weniger ansehnlich als die des Schriftstellers. Einige seiner Reden vor dem Parlament wurden berühmt, so dass man davon ausgehen kann, dass er nicht nur in der Lage war, stets die richtigen Worte zu finden, sondern diese auch in wirksamer Weise vorzutragen. Trotzdem war es in der Poesie und im Theater, wo der Name Almeida Garrett Unsterblichkeit erlangte.
1836 wurde er von der Regierung mit der Gründung eines Nationaltheaters und einer Theaterschule beauftragt, worauf das Teatro Nacional D. Maria II. und das Nationalkonservatorium (heute Escola Superior de Teatro e Cinema) entstanden.

## Werke
Neben unzähligen politischen, historischen und diplomatischen Schriften sowie kritischen Abhandlungen sind vor allem die folgenden Werke hervorzuheben:
Romane:
- O Arco da Sant’ Ana (1. Teil: 1845; 2. Teil: 1850 erschienen)
- Helena

Dichtungen:
- Lucrécia (1819)
- Camões (1825)
- Dona Branca (1826)
- Adosinda
- Lírica de João Mínimo
- Flores sem Fruto
- Folhas caídas (1853)

Tragödien:
- Catão
- Mérope

Dramen:
- Um Auto de Gil Vicente (1838)
- O Alfageme de Santarém (1842)
- Frei Luís de Sousa (1844 – wird als Hauptwerk angesehen, 1950 als Frei Luís de Sousa und 2001 als Quem És Tu? verfilmt.)

Komödien:
- Filipa de Vilhena (1838)
- A Sobrinha do Marquês
- As Profecias do Bandarra

Reise-, Kunst- und Landschaftsbeschreibungen:
- Viagens na minha Terra (1846)

Anthologie:
- Parnaso lusitano (Paris 1826)